# 플라브

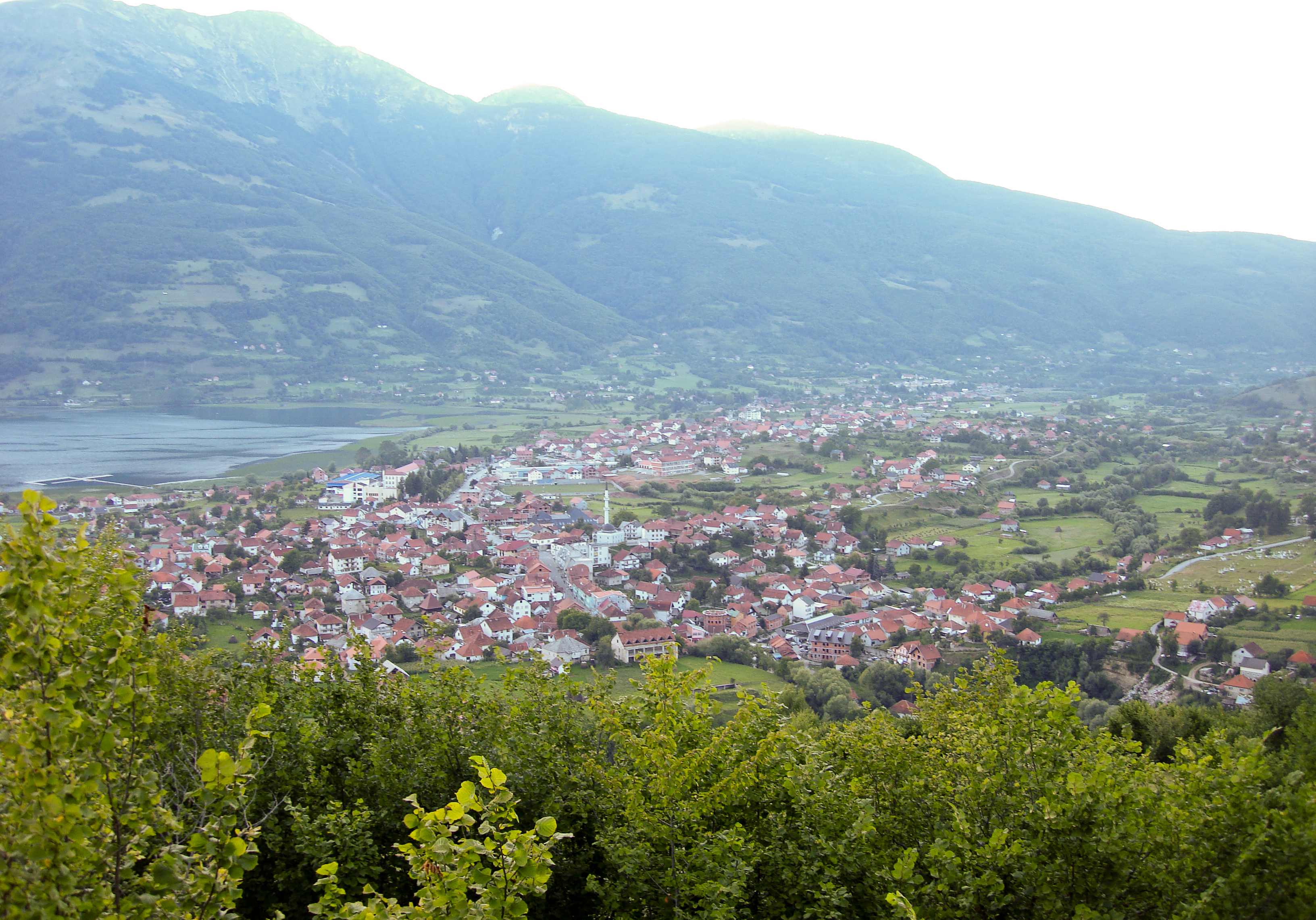
플라브 시가지

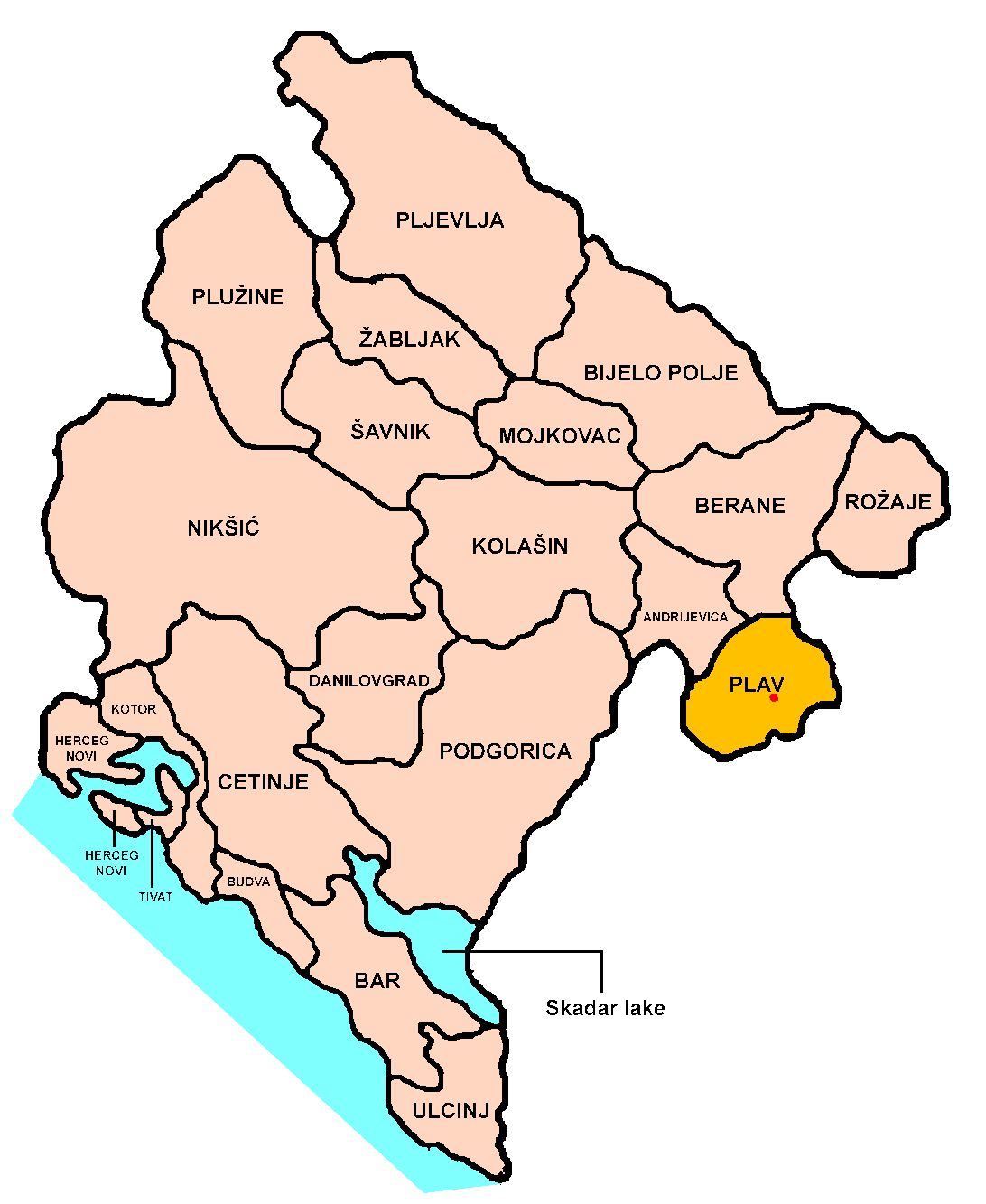
플라브의 위치

플라브(몬테네그로어: Плав, Plav)는 몬테네그로 북동부에 위치한 도시로, 면적은 486km2, 도시 인구는 3,615명(2003년 인구 조사 기준), 인구밀도는 28명/km2, 지방 자치체 인구는 13,805명(2003년 인구 조사 기준)이며 지리적으로는 산자크 지방에 속한다.

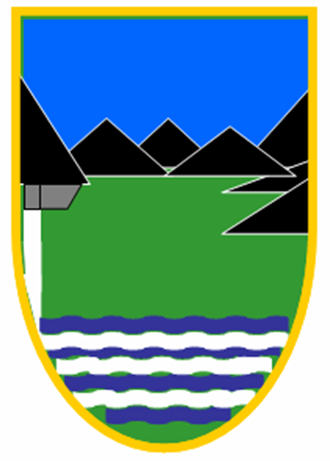
시 문장

## 인구
플라브 인구 (도시):
- 1981년 3월 3일 - 3,348명
- 1991년 3월 3일 - 4,073명
- 2003년 11월 1일 - 3,165명

플라브 인구 (지방 자치체):
- 1948년 - 15,764명
- 1953년 - 17,330명
- 1961년 - 18,913명
- 1971년 - 19,542명
- 1981년 - 19,560명
- 1991년 - 19,305명
- 2003년 - 13,805명

민족 분포 (2003년 인구 조사 기준):
- 보스니아인 (72.78%)
- 알바니아인 (9.04%)
- 세르비아인 (7.13%)
- 무슬림 (6.08%)
- 몬테네그로인 (3.84%)

## 같이 보기
- 산자크
- 구시네